# تشويه الأعضاء التناسلية الأنثوية في المملكة المتحدة
تشويه الأعضاء التناسلية الأنثوية في المملكة المتحدة هو إزالة بعض أو كل الأعضاء التناسلية الخارجية للنساء والبنات اللواتي يعشن في المملكة المتحدة. وفقا للمساواة الآن و جامعة مدينة لندن0 يعتقد أن ما يقدر بـ 103000 امرأة وفتاة تتراوح أعمارهن بين 15 و 49 عامًا يعانين من ختان الإناث في إنجلترا وويلز اعتبارًا من عام 2011.
تم حظر تشويه الأعضاء التناسلية الأنثوية في المملكة المتحدة بموجب قانون حظر ختان الإناث لعام 1985م، والذي جعل من جريمة ختان الإناث إجراءً على الأطفال أو البالغين. جعل قانون تشويه الأعضاء التناسلية للإناث لعام 2003م وقانون حظر تشويه الأعضاء التناسلية للأنثى (اسكتلندا) لعام 2005 جريمة ترمي إلى تنظيم تشويه الأعضاء التناسلية الأنثوية خارج البلد للمواطنين البريطانيين أو المقيمين الدائمين، سواء أكان ذلك قانونياً في البلد الذي اتخذت فيه الفتاة أم لا.
حتى الآن لم تكن هناك قناعات. جرت الملاحقات القضائية الأولى في عام 2015 ضد طبيب بسبب ختان الإناث ورجل آخر للمساعدة والتحريض؛ كلاهما غير مذنبان.